# París-Roubaix 1934
La 35.ª edición de la París-Roubaix tuvo lugar el 1 de abril de 1934 y fue ganada por segunda vez por el belga Gaston Rebry. La carrera fue inicialmente ganada por el francés Roger Lapébie. Siendo este descalificado minutos después por cambiar de bicicleta, lo que estaba prohibido por el reglamento.

## Clasificación final
|    | Ciclista          | Equipo                      | Tiempo          |
| -- | ----------------- | --------------------------- | --------------- |
| 1  | Gaston Rebry      | Alcyon-Dunlop               | 7 h 52 min 07 s |
| 2  | Jean Wauters      | Thomann                     | + 5 s           |
| 3  | Frans Bonduel     | Dilecta                     | + 3 min 32 s    |
| 4  | René Le Grevès    | Alcyon-Dunlop               | + 4 min 21 s    |
| 5  | André Godinat     | Dilecta                     | + 4 min 21 s    |
| 6  | Alfons Schepers   | La Française                | + 8 min 02 s    |
| 7  | Romain Maes       | Alcyon-Dunlop               | + 8 min 02 s    |
| 8  | Louis Hardiquest  | La Française                | + 8 min 02 s    |
| 9  | Raymond Louviot   | Genial Lucifer - Hutchinson | + 8 min 13 s    |
| 10 | Alfred Hamerlinck | Dilecta                     | + 8 min 30 s    |